# Бой в Клёнтальской долине
Бой в Клёнтальской долине — бой, состоявшийся 30 сентября — 1 октября 1799 года во время Швейцарского похода Суворова. В результате боя русско-австрийский авангард под командованием русского генерала П. И. Багратиона и австрийского генерала Франца фон Ауфенберга выбил французский отряд генерала Молитора из Клёнтальской долины, тем самым обеспечив проход основным силам Суворова.

## Перед боем

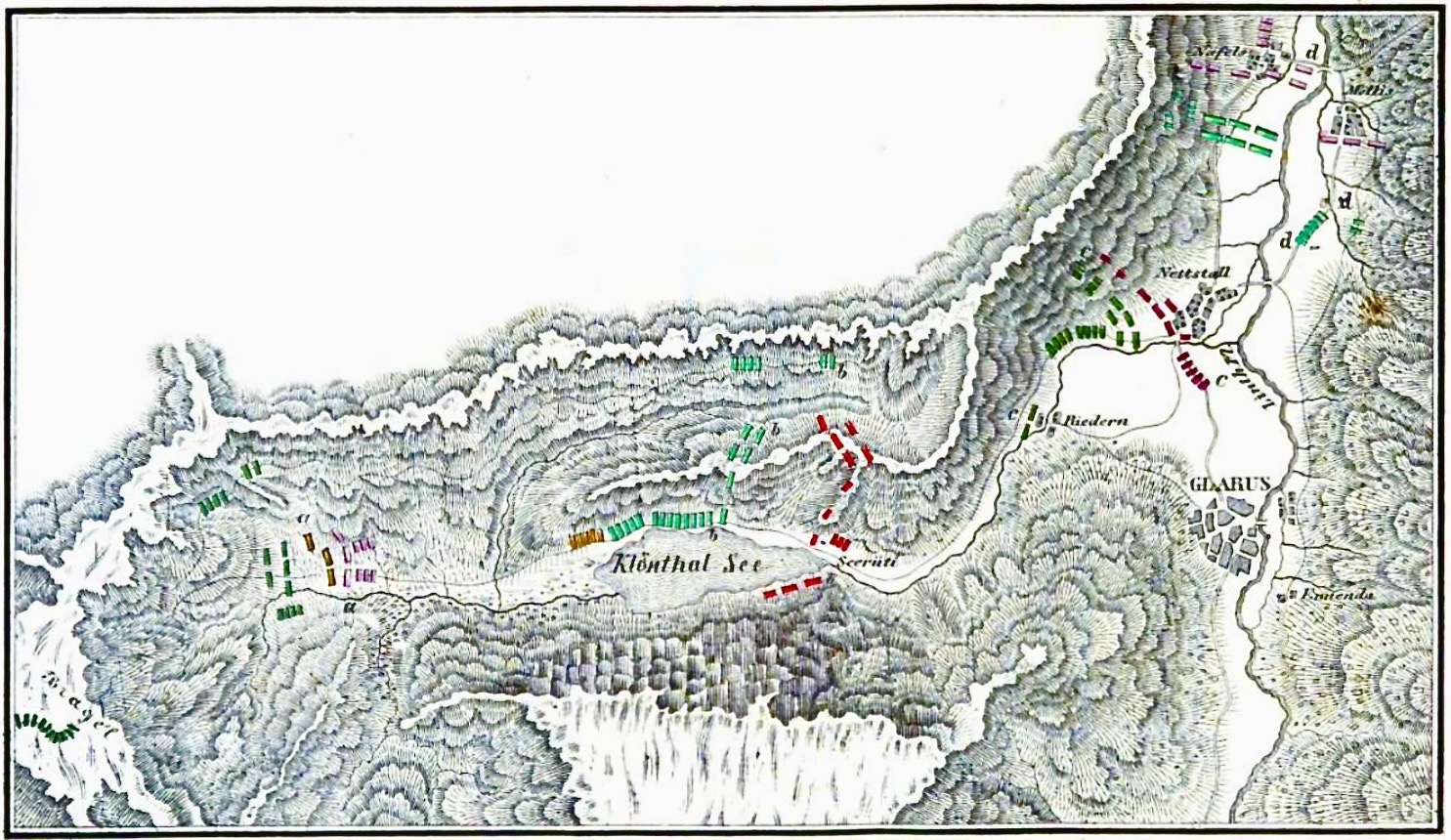
Бои в Клйнтальской долине и около Нефельса. Чертёж Дмитрия Алексеевича Милютина

К 28 сентября 20-тысячная армия Суворова оказалась в оперативном окружении в Мутенской долине. Западный выход из долины перекрывали 15 тысяч французов из дивизий Мортье и Лекурба, под командованием Массены. Восточный выход удерживали французские части из дивизии Сульта, под командованием Газана и Молитора, силой до 10 тысяч в Клёнтальской долине и долине реки Линт. В случае промедления, Массена имел возможность собрать силы в 50-60 тысяч и окончательно раздавить армию Суворова, которая не имела возможности получить подкреплений. Суворов не медленно принял решение прорываться на восток, через перевал Прагель и Клёнтальскую долину, к Гларусу в долине реке Линт. Этим он выводил армию из окружения и получал возможность соединиться с австрийскими частями Петраша и ударить во фланг французской армии, или уйти в Граубюнден. Свой план Суворов объяснил генералам на военном совете в этот же день. Основные силы с авангардом под командованием Багратиона и Ауфенберга должны были перейти Прагель и ударить по французам в Клёнтальской долине и в Гларусе, с тыла их движение прикрывал 7-тысячный арьергард генерала Розенберга, который должен был отбить атаки Массены.

## Ход боя
Утром 29 сентября австрийская бригада Ауфенберга (ок. 2000 человек) из авангарда спустилась с перевала Прагель и атаковала французский батальон (ок. 600 человек), прикрываший вход в Клёнтальскую долину. Батальон был опрокинут и отброшен к западной оконечности Клёнтальского озера, где занял крепкую оборонительную позицию. К вечеру 29 сентября генерал Молитор привёл ещё два батальона подкреплений (ок. 1200 человек).
Утром 30 сентября Молитор атаковал Ауфенберга у местечка Форауен, но его атаки были отбиты и Молитор вновь занял сильную оборонительную позицию у западной оконечности Клёнтальского озера и до вечера удерживал австрийцев. К этому времени подошли русские части Багратиона (ок. 1500 человек), которые штыковой атакой и обходом левого французского фланга, выбили Молитора с его крепкой позиции. Молитор был вынужден отступить вдоль Клёнтальского озера и занять новую оборонительную позицию у восточного выхода из долины. Согласно Милютину французы потеряли до 70 убитыми, 162 пленными и до 200 потонули в озере. Русские и австрийцы около 200 убитыми ранеными и пленными.
Таким образом Багратион и Ауфенберг очистили Клёнтальскую долину от французов, чем обеспечили проход в долину основной армии Суворова.

## Комментарии
1. ↑  Исходя из описаний боя, данных Петрушевским, Милютиным и Богдановичем, можно определить, что австрийские силы Ауфенберга (2400 по Редингу-Бибереггу) не были в совершенстве задействованы. Авангард Багратиона насчитывал 1760 человек по данным Рединга-Биберегга. По его данным, Багратиону помогали войска Швейковского, с общей численностью в 4000, однако он также заявляет, что французы к концу дня 1 окт. (значит, считая также бои при Нефельсе и Нетстале) имели большое численное преимущество.
2. ↑  Общие потери Молитора 30 сентября и 1 октября простирались (по сведениям из Атласа кампании российских войск 1799 года в Швейцарии, составленного офицерами генерального штаба, под ведением генерал-майора Герарда 1-го) до 1000 человек только убитыми и 365 пленными[3].